# Луначарская, Анна Александровна
Анна Александровна Луначарская (1883, Тула? — 1959, Москва) — русская и советская писательница и переводчица, участница революционного движения большевиков.

## Биография
Дочь учителя, заведующего городским училищем Александра Александровича Малиновского. Сестра революционера и философа Александра Александровича Богданова (Малиновского). Была управляющей детским приютом в Царском Селе.
Первая жена А. В. Луначарского, в 1902—1922 гг. Брак был заключен в Вологде, где Луначарский содержался в ссылке. Очевидно, не без влияния жены присоединился к большевикам. В 1904 году Луначарские переехали в Киев, а затем в Женеву. В дальнейшем в основном жила за границей, в основном в Париже. Была в романтической дружбе с Максимом Горьким и Роменом Ролланом. В 1907 году на Капри родила сына, вскоре умершего. В 1911 году в Париже родился второй сын, Анатолий. В конце 1915 года переехала с семьёй из Парижа в Швейцарию.
В 1917 году Луначарский уехал в Россию, откуда шлет жене письма-отчеты о ходе событий. С 23 июля по 8 августа находился в тюрьме «Кресты»; в это время Луначарская пишет Роллану о необходимости мобилизовать международную поддержку арестованному.
Луначарский писал жене 26 ноября 1917 года: «Надо тебе и Тото ехать сюда как можно скорее. С первой оказией. Я выеду вам навстречу. Далеко — не могу: у меня слишком много дела, но до Териоки. О твоем выезде ты мне телеграфируешь. Как мы устроимся — это обсудим, но терпеть дальше невыносимо. К тому же дальнейшее падение валюты может поставить вас, дорогие, в тяжелое положение, а здесь мы всегда как-нибудь вывернемся. Останусь ли народным комиссаром (министром) или нет, но небольшими отчислениями от рефератов и литературной работой я всегда смогу заработать около 1000 рублей. Ты тоже стала бы работать. <…> Опасно — да. Но тут главное так примериться, чтобы обезопасить Тото от голода и потрясений. Это можно. Придумаем. С квартирой, деньгами как-нибудь устроимся. На 1000 р. жить вполне можно, а 1000 р. в самом худшем случае мы заработаем. Если останусь министром, то полагается квартира. Конечно, мы будем брать квартиры непролетарские на нашу семью — не более 3 комнат из апартаментов „буржуазного министра“. Если не буду — то ещё лучше. Дела все равно по горло. За портфель, конечно, не держусь: без него в миллион раз сподручнее».
В начала 1918 года с сыном приехала в Петроград к мужу-наркому просвещения. Корней Чуковский о семье наркома: "«14 февраля 1918. У Луначарского. Я видаюсь с ним чуть не ежедневно. Меня спрашивают, отчего я не выпрошу у него того-то или того-то. Я отвечаю; жалко эксплуатировать такого благодушного ребёнка. Он лоснится от самодовольства. Услужить кому-нибудь, сделать одолжение — для него ничего приятнее! Он мерещится себе как некое всесильное благостное существо — источающее на всех благодать: — Пожалуйста, не угодно ли, будьте любезны, — и пишет рекомендательные письма ко всем, к кому угодно — и на каждом лихо подмахивает: Луначарский. Страшно любит свою подпись, так и тянется к бумаге, как бы подписать. Живёт он в доме Армии и Флота — в паршивенькой квартирке — наискосок от дома Мурузи, по гнусной лестнице. На двери бумага: „Здесь приема нет. Прием тогда-то от такого-то часа в Зимнем Дворце, тогда-то в Министерстве просвещения и т. д.“ Но публика на бумажку никакого внимания, — так и прет к нему в двери, — и артисты Императорских театров, и бывшие эмигранты, и прожектеры, и срыватели легкой деньги, и милые поэты из народа, и чиновники, и солдаты — все — к ужасу его сварливой служанки, которая громко бушует при каждом новом звонке. „Ведь написано“. И тут же бегает его сынок Тотоша, избалованный хорошенький крикун, который — ни слова по-русски, все по-французски, и министериабельно-простая мадам Луначарская — все это хаотично, добродушно, наивно, как в водевиле».
В Москве семья живёт в Кремле. С 1922 года в разводе. В двадцатые годы работала в управлении цирков, была главным редактором журнала «Цирк» (1925—1927), директором курсов циркового искусства (1927—1929). В тридцатые — на номенклатурной госпартработе.
Автор романа-сатиры «Город пробуждается» (1927), о победе трудящихся в буржуазном Городе, развязавшем войну против свободной Левитании — страны мира, где уже известна тайна атомной энергии; а также рассказов (1924). Фрагмент сатирического романа «Жизнь» — «Самая мера» (1927).
Похоронена на Новодевичьем кладбище. Вместе с А. А. Луначарской похоронена её невестка Елена Ефимовна Луначарская (1920—2013).
Сын — Анатолий Анатольевич (1911, Париж — 12 сентября 1943, Новороссийск), семейное имя: "Тото", — журналист. В 1931 году в знаменитом совхозе «Зерноград» работал трактористом, по итогу этого опыта опубликовал в 1933 году несколько рассказов в журнале «Красная новь». В 1936 году на Дальнем Востоке работал в студии "Союзкинохроника". Перевёл (по подстрочнику) с туркменского пьесу Т. Эсеновой «Дочь миллионера», писал фельетоны, выполнял к ним карикатуры, публиковался в журналах «Театр» и «Молодая гвардия», газете «Московский комсомолец». Повесть «Ловцы живого серебра». В 1941 году добровольцем ушел на фронт. Старший лейтенант А. А. Луначарский работал в многотиражных газетах 7-й бригады морской пехоты, сражавшейся под Севастополем, во флотской газете «Красный черноморец». В газете «В бой за Родину» печатаются его стихи, басни, статьи. Погиб при высадке десанта в Новороссийск. Осталась неоконченная повесть «На катерах-охотниках» (первая публ.: Москва. 1967. № 5). Литнаследие опубликовано.
Крестная мать внебрачной дочери А. А. Луначарского Галины (1924).

## Издания
- Луначарская А. А. Отсветы Ренессанса: Фантазии. 1. Флоретта, фантастическая сказка. 2. Монахиня, новелла. М.: Н. С. Шуленин, 1924.
- Луначарская А. А. Город пробуждается: Роман-сатира. М.: Никитинские субботники, 1927.